# Hakuchi (razdoblje)
Hakuchi (japanski 白雉, hiragana はくち) je razdoblje povijesti Japana mjereno po sustavu starinskog japanskog brojanja godina. Podrazdoblje je razdoblja Asuke. Trajala je od veljače 650. do prosinca 654. godine, za vrijeme carevanja cara Kōtokua.
Nakon Hakuchija uslijedilo je razdoblje Shuchō (686.), a neslužbeno, razdoblje Hakuhō (673. – 686.).

## Vanjske poveznice
- Kokkaijska knjižnica (Knjižnica japanskog nacionalnog parlamenta), "Japanski kalendar" -- povijesni pregled i ilustrirani prikazi iz knjižnične zbirke